# Каноницька сільська територіальна громада
Каноницька сільська громада — об'єднана територіальна громада в Україні, в Вараському районі Рівненської області. Адміністративний центр — село Каноничі.
Площа громади — 169,9 км², населення — 6166 мешканців (2020).
Територією громади протікає річка Бережанка.
Утворена 12 червня 2020 року шляхом об'єднання Каноницької, Кідрівської, Новаківської і Озерської сільських рад Володимирецького району.

## Населені пункти
У складі громади 5 сіл: Каноничі, Дубівка, Кідри, Новаки і Озеро.

## Історія
| Село     | Обидві статі | Чоловіки | Жінки |
| -------- | ------------ | -------- | ----- |
| Каноничі | 919          | 435      | 484   |
| Дубівка  | 907          | 430      | 477   |
| Озеро    | 1 576        | 779      | 797   |
| Новаки   | 644          | 317      | 327   |
| Кідри    | 1 482        | 703      | 779   |

За переписом населення України 2001 року в Каноничах мешкали 871 особа, в Дубівці — 793 особи, в Кідрах — 1 942 особи, в Новаках — 620 осіб і в Озері — 1 554 особи.
Розподіл населення Каноницької сільської ради (в яку тоді входили тоді лише два села: Каноничі і Дубівка) за рідною мовою за даними перепису 2001 року:
| Мова       | Відсоток |
| ---------- | -------- |
| українська | 99,22 %  |
| російська  | 0,66 %   |
| білоруська | 0,06 %   |